# بخش نگاون
بخش نگاون (به انگلیسی: Nagaon district) یک منطقهٔ مسکونی در هند است که در Central Assam Division واقع شده‌است.